# Casa Madriguera
La Casa Madriguera és un edifici del municipi de Sant Just Desvern (Baix Llobregat) que forma part de l'Inventari del Patrimoni Arquitectònic de Catalunya. Situada enmig d'un interessant jardí que posseeix a la part posterior un estany circular, i emmarcada per quatre palmeres que complementen el conjunt. En el 1919 es realitza el projecte per en Francesc Madriguera i Haase.

## Descripció
És una bella composició arquitectònica de planta baixa, pis i golfes, d'inspiració eclèctica. La planta és quadrada i presenta tres tribunes rectangulars adossades a tres cantons, ocupant el quart un porxo d'accés. Caracteritzada per una coberta amansardada d'influència francesa que remarca especialment les cantonades de l'edifici amb quatre torres formades per un tronc de piràmide acabat amb una piràmide més aixafada. Aquesta coberta és de pissarra. Té capitell i finestres jòniques, així com òculs d'origen barroc i balustrades.